# Порториканска бразда
Порториканска бразда је океанска бразда која се налази на додиру Карипског мора и Атлантског океана. Бразда се везује за комплексни прелаз између субдукционе зоне на југ дуж Малих Антила, и великог трансформног раседа, који се простире између Кубе и Хиспаниоле кроз Кајманску бразду до обале Средње Америке. Научна истраживања су закључила да би земљотрес који би се десио у овом раседу могао изазвати велики цунами.
Острво Порторико лежи јужно од раседа и бразде. Бразда је дугачка 800 километара и има највећу дубину у при депресији Милвоки од 8648 м, што је најдубља тачка Атлантског океана и најдубља тачка изван Тихог океана.

## Геологија
Порториканска бразда се налази на граници две плоче које се мимоилазе, уз само малу субдукцију. Карипска плоча се креће на исток, док се Северноамеричка плоча креће на запад. Северноамеричка плоча се подвлачи под Карипску плочу на југоситочном делу рова. Ова зона субдукције објашњава присуство активних вулкана на североисточним деловима Карипског мора. Вулканска активност је јака у архипелагу југоисточно од Порторика до обале Јужне Америке.
Порторико, Америчка Девичанска Острва, Британска Девичанска Острва и Доминиканска Република немају активне вулкане. Међутим постоји ризик од земљотреса и цунамија. Порториканска бразда је у стању да изазове земљотрес магнитуде веће од 8,0 степени.